# دشت غوركي (علي أباد ملك)
دشت غورکي (علي أباد ملك) (بالفارسية: دشت گورکی) هي قرية تقع في إيران في قسم علي أباد ملك الريفي. يقدر عدد سكانها بـ 0 نسمة بحسب إحصاء 2016.